# НИОПИК
Научно-исследовательский институт органических полупродуктов и красителей (НИОПИК), ныне АО  «НИОПИК» — научно-исследовательский институт, специализирующийся на исследованиях в области химии и технологии тонкого органического синтеза (включая разработку лабораторных решений, проектные и опытные работы, освоение серийных производств, контроль качества и дистрибуция). Является производителем дезинфицирующих средств и строительного антисептика, одно из старейших научных учреждений России в своей области.

## История
В начале XX века в России работали акционерное общество химической промышленности 1914 года «Русско-краска» (1915—1918); центральная лаборатория Анилтреста (ЦЛАТ) (1918—1928); экспериментальный завод Анилтреста (1921—1928); центральная научно-опытная лаборатория (ЦНОЛ) (1928—1931). Эти предприятия стали предшественниками института полупродуктов и красителей. Научно-исследовательский институт органических полупродуктов и красителей был образован на их основе 22 ноября 1931 года.
Благодаря работам института в СССР в 1930-е годы создано производство продуктов для выпуска красителей.
Во время Великой Отечественной войны в институте выпускались воспламеняющаяся жидкость, препараты для сенсибилизации порохов, метилхлорид, кровеостанавливающие, противошоковые препараты.
После войны институт занимался восстановлением анилинокрасочной промышленности на современном техническом уровне.
Носил имя К. Е. Ворошилова.
К 1980 году по проектам НИОПИК было построено 14 заводов, создано около 100 цехов. В них было около 1000 производств тонкого органического синтеза.
В настоящее время наряду с традиционными для института направлениями исследований, он занимается фармацевтикой. В этой области институт разрабатывает препараты для флуоресцентной диагностики и фотодинамической терапии онкологических заболеваний. В институте также разрабатываются лекарства — дженерики, дезинфицирующие средства (Аламинол, Акваминол, Акваминол Форте, Альпинол, Бианол, Макси-Дез, Макси-Дез М, АДС-521, Макси-Стерил, Макси-Септ Аква.). Выпускаемый в институте антисептик «Картоцид-компаунд» применяется для ремонта зданий и сооружений, в строительстве.
Опытное производство института находится в г. Долгопрудный.

## Руководители института
- Мельниченко Антонина Павловна, ген. дир. (с 2021 г.)[1]
- Ворожцов, Георгий Николаевич — директор в более ранний период.
- Шестов, Алексей Петрович — директор с 1947 по 1965 год[2].

## Награды
Орден Трудового Красного Знамени (1981) — за вклад в развитие отечественной науки и техники.